# Perth Oval
Il Perth Oval, noto anche per ragioni di sponsorizzazione come nib Stadium fino al 2018 e successivamente HBF Park, è uno stadio di Perth, in Australia.
È l'impianto interno di diversi club sportivi basati nella capitale dell'Australia Occidentale: nel calcio lo è della compagine che milita in A-League, il Perth Glory dal 1996; nel rugby a 13 è domicilio dei Western Reds, mentre nel rugby a 15 ospita la franchigia di Super 14 del Western Force e la squadra del campionato australiano ad essa afferente, i Perth Spirit.
Nella sua configurazione attuale lo stadio ha una capacità variabile tra i 17 000 e i 25 000 posti; è usato anche per concerti. Vi si sono esibite ad esempio Céline Dion all'interno del suo Taking Chances Tour e Taylor Swift all'interno del Red Tour.